# Бой в Салихлы
Бой в Салихлы — произошёл 23 августа (5 сентября) 1922 года в малоазийском городе Салихлы, в ходе второй греко—турецкой войны, при попытке 2-х турецких кавалерийских дивизий и городских иррегулярных групп кемалистов блокировать и разгромить здесь полк отступающей греческой армии.
В истории Малоазийского похода это был единственный бой регулярных соединений на улицах какого либо города. Одновременно это была одна из последних греческих побед в этой войне. Несмотря на ограниченные масштабы боя, победа 5/42 гвардейского полка эвзонов полковника Пластираса обеспечила беспрепятственный отход и эвакуацию из Малой Азии южной группы дивизий генерал-майора А.Франгу. В результате боя, в котором турками была использована и артиллерия, больше половины зданий этого маленького городка было разрушено. Согласно другой версии город был сожжён греками при отступлении. Так или иначе, 65 % зданий города были разрушены.

## Город Салихлы
Турецкий городок Салихлы возник как железнодорожная станция на железной дороге от Эгейского моря к Афьонкарахисару, в 131 км от порта Смирна.
Недалеко от города находятся древние Сарды — столица древней Лидии.
В начале 20-го века население городка насчитывало 7 тысяч человек.
В ходе Малоазийского похода греческой армии (1919—1922), 23 июня 1920 года город был занят, почти бескровно, незначительными силами XIII греческой дивизии, под командованием капитана Г. Агрителлиса.
Салихлы оставался под греческим контролем до отхода греческой армии сентября 1922 года, когда город стал ареной боя.

## Предыстория боя

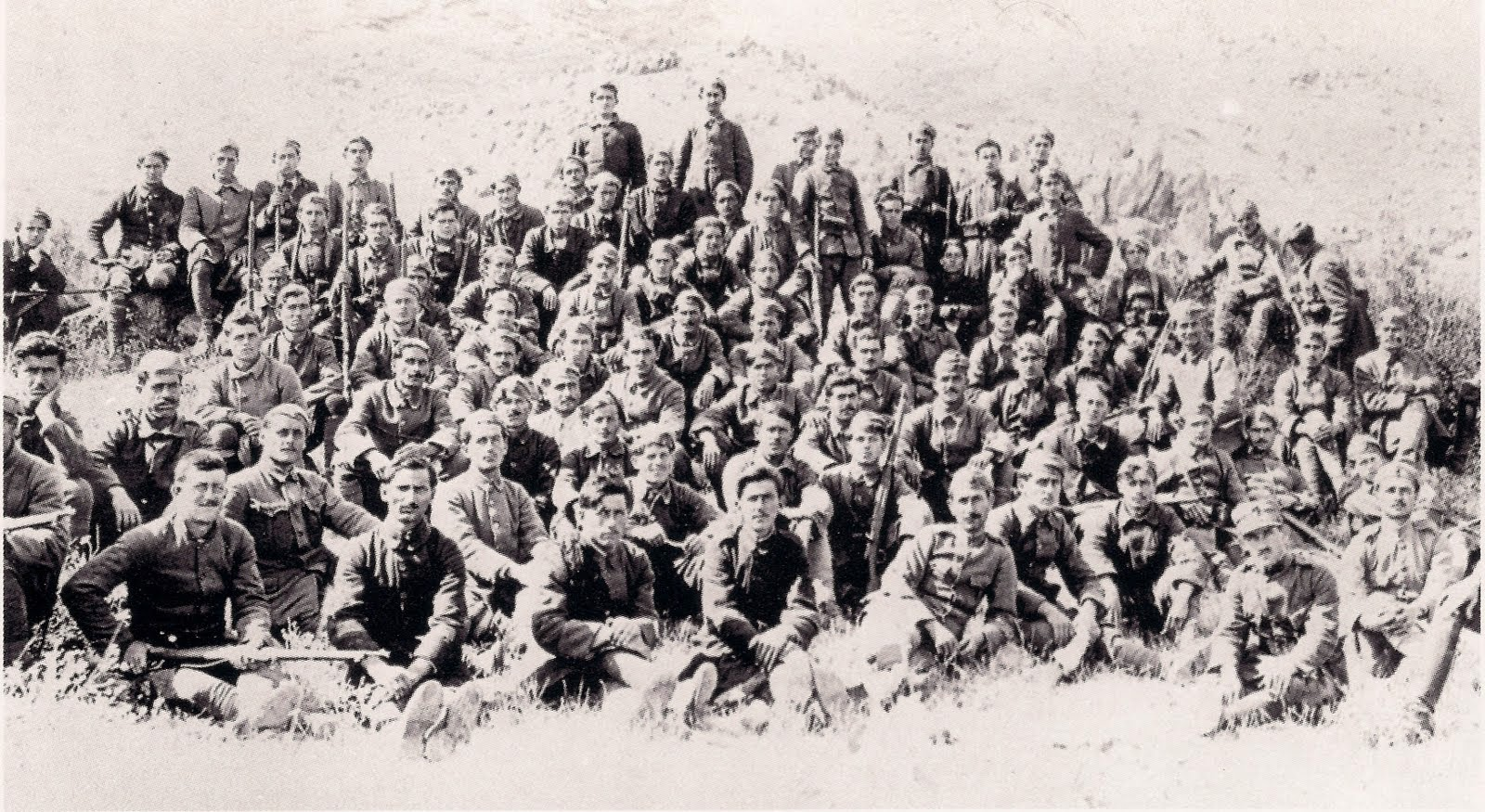
Солдаты полка эвзонов 5/42 в Малой Азии.

В течение 1920-21 годов греческая армия одержала ряд военных побед, но летом 1921 года не сумела взять Анкару.
Фронт застыл на год. Не сумев положить конец войне и не разрешив вопрос с греческим населением региона, греческая армия удерживала протяжённую линию фронта, для обороны которой она не располагала достаточными силами.
В августе 1922 года фронт был прорван. I и II корпуса греческой армии начали отход.
При этом, IX греческая дивизия полковника П. Гардикаса успела к 15 августа полностью разгромить II турецкую кавалерийскую дивизию.
Но с полудня 15 августа силы I и II корпусов, находившиеся под командованием генерал-майора Трикуписа, были рассечены на две независимые друг от друга группы.
Группа генерал-майора А.Франгу состояла из его I дивизии, VII дивизии, части IV дивизии и отрядов Луфаса и полковника Пластираса.
Франгу повёл свою группу на запад и к вечеру 15 августа занял позицию в Тумлу Бунар:180, куда и пыталась пробить коридор группа Трикуписа.
Группа Франгу подверглась утром 16 августа мощной атаке в районе села Карагёсели, но удержала свои позиции. В полдень Пластирас запросил разрешения контратаковать в восточном направлении, чтобы соединиться с Трикуписом. Франгу разрешения не дал, что по мнению историка Я, Капсиса обрекло группу Трикуписа. С закатом солнца, он дал приказ своим частям отойти дальше на запад, к Исламкёю. На следующий день группа Трикуписа была окружена в горах Ильбулак, прорвала окружение, через день вновь была окружена в ущелье Alıören, где и была расстреляна турецкой артиллерией, вновь прорвалась. Но это были уже разрозненные части. Трикупис со своим штабом сдался туркам 20 августа:184.
Все силы Франгу 16 августа находились в Чурум-даг, западнее Тумлу Бунар, кроме эвзонов Пластираса, которые находились в арьергарде в Хасан Деде Тепе, ожидая прорыва сил Трикуписа. Продолжающиеся турецкие атаки вынудили Франгу к дальнейшему отходу и, оставив долину Баназ, он занял позиции восточнее Ушака, чтобы прикрыть железную дорогу.
Здесь основной удар принял 34-й полк И. Пицикаса, который удерживал свои позиции до тех пор, пока не подвергся атаке с левого фланга, который прикрывал 4-й полк полковника Хадзиянниса. Последний оставил свои позиции без особого давления и обратился в бегство.
Ситуацию спасли эвзоны 5/42 полка, которые, находясь в арьергарде, были окружены, прорвались и оказались в нужный момент в секторе 4-го полка. Полковник Пластирас собрал бежавших солдат 4-го полка и повёл их в контратаку.
Но ущерб причинённый бегством Хадзиянниса был непоправим. Ушак, бывший центром снабжения греческой армии пал. Группа Франгу отошла дальше на запад.
Историк Я. Капсис пишет, что если бы Франгу продержался ещё 24 часа в Ушаке, он соединился бы с группой Трикуписа, сдавшейся 20 августа в окрестностях этого города.
На новых позициях эвзоны Пластираса дали героический бой, устроив засаду спешившим настигнуть группу Франгу туркам у высоты Ак Таш, северо-западнее Филадельфии.
Невзирая на многократные силы врага, кавалерию и пехоту, эвзоны Пластираса, нанесли туркам тяжёлые потери и обратили в бегство три турецкие дивизии (!). Я. Капсис пишет, что это была своего рода месть за расстрел группы Трикуписа в Али Веране.
На следующий день группа Франгу отошла к Филадельфии. Тысячи греческих и армянских беженцев собравшихся в городе мешали частям создать элементарную линию обороны города.

## Бой в Салихлы

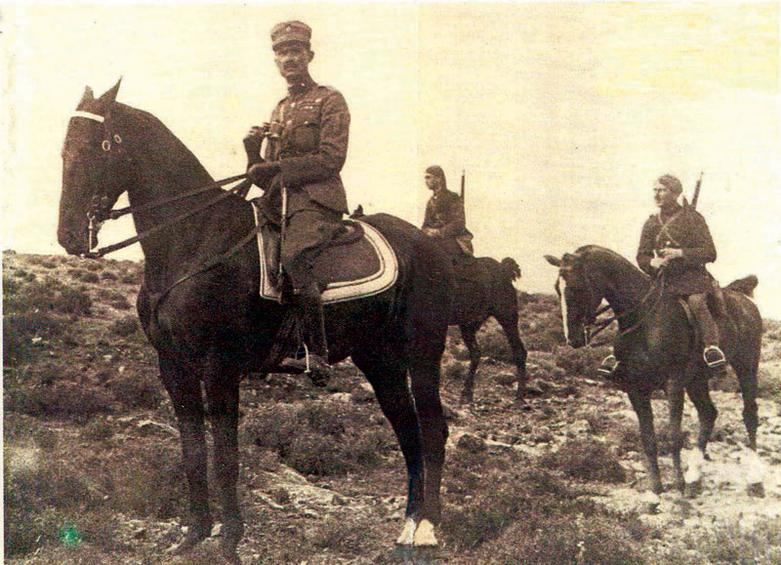
Командир полка эвзонов 5/42 Николаос Пластирас в Малой Азии.

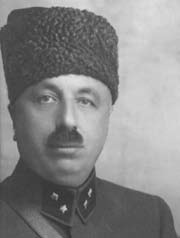
Фахредин Алтай, Командир V кавалерийского корпуса кемалистов. В бою в Салихлы непосредственно командовал I кавалерийской дивизией.

Генерал-майор Франгу планировал отправить V дивизию по железной дороге в город Салихлы, для организации новой линии обороны. Но в отсутствие V-й дивизии был вынужден вновь задействовать для этого 5/42 полк эвзонов Пластираса, который прибыв в Салихлы поступил в распоряжение комдива кавалерийской дивизии, генерал-майора Каллинскиса.
Два батальона эвзонов расположились на железнодорожной станции, находившейся на западном въезде в Салихлы, один расположился на юге городка.
По прибытии в Салихлы Пластирас убедился в том, что кавалерийская дивизия не организовала линию обороны города.
Он предложил чтобы его полк удерживал центр города, а кавалерийская дивизия осталась вне города и только после турецкой атаки должна была вступить в бой с левого фланга.
Каллинскис и его начальник штаба А. Папагос согласились.
Тем временем 1-я турецкая кавалерийская дивизия Фахредина (Fahrettin Altay) получила приказ занять 23 августа Салихлы и установить линию контроля до близлежащего озера Мармара.
Первые турецкие части вступили в город до полуночи и до вступления туда греков.
И для греков и для турок присутствие противника в городе стало неожиданностью. В течение нескольких минут Салихлы стал ареной жестоких уличных боёв.
Основные силы 1-й турецкой кавалерийской дивизии вступили в город в 05:30 23 августа.
Начались бои вокруг железнодорожной станции. Два батальона Пластираса были окружены.
Эвзоны окружённых турками батальонов без паники приняли бой.
Почти весь город и железнодорожная станция были уже в руках регулярных частей и иррегулярных городских групп кемалистов.
Пытаясь подавить сопротивление эвзонов, турки использовали артиллерийские орудия, огонь которых нанёс наибольшие разрушения зданиям города, учитывая также что во многих домах местных жителей хранились боеприпасы.
Тем временем Пластирас, верхом, пытался добраться до своих окружённых батальонов и нарвался на турецкий патруль.
Конь под ним был убит, он отстреливался своим револьвером, пока не был спасён своим адъютантом.
Задействовав резерв своего третьего батальона, Пластирас повёл его в штыковую атаку и соединился с окружёнными.
В 11:30 железнодорожная станция и центр Салихлы вновь перешли под греческий контроль.
Подошедшая к городу XIV турецкая кавалерийская дивизия не смогла переломить ход событий.
Атаки двух турецких кавалерийских дивизий и иррегулярных городских групп кемалистов были отражены эвзонами Пластираса.
Другие части XIII греческой дивизии и кавалерийская дивизия ограничились защитой коридора для отступающих частей.
Через полчаса после того как эвзоны Пластираса отбили у турок железнодорожную станцию, через неё прошёл последний эшелон из Филадельфии, переполненный солдатами, раненными и беженцами, чья судьба была бы иной, если бы не героический бой 5/42 полка эвзонов.
5/42 полк эвзонов оставался в Салихлы до утренних часов 24 августа, а другие части XIII дивизии за городом.
После того как через город прошла и последняя часть I корпуса и последняя колонна беженцев, 5/42 полк эвзонов вышел из Салихлы, вновь став арьергардом группы генерал-майора А.Франгу

## Впоследствии
Вне зависимости от своих ограниченных масштабов, победа Пластираса в Салихлы 23 августа 1922 года позволила отступающим греческим частям и беженцам без особых препятствий со стороны турок продвинуться к Эритрейскому полуострову.
Другой отряд группы Франгоса, отряд полковника Луфаса, занял 24 августа высоты у Бин-тепе, прикрывая силы отходящие к Касаба. Отряд Луфаса подвергся мощной атаке, но удержал свои позиции, дав возможность отходящим силам создать 25 августа временную линию обороны в Касамба, в непосредственной близости к Смирне.
Франгос провёл свою «Южную группу» к Чешме, где её части были погружены на корабли и переправлены на острова Хиос и Лесбос.
Последний и победный для греческого оружия бой 5/42 гвардейского полка эвзонов Пластираса состоялся 28 августа 1922 года у села Ставро́с (тур. Зегуй). Прикрывая посадку последних частей на корабли, эвзоны Пластираса разгромили рвавшихся к Чешме турецких кавалеристов и поставили свою, победную, точку в войне.
Сегодня на этом месте турки установили памятник своим 147 погибшим кавалеристам.
В том что касается Салихлы, американский вице-консул в Константинополе, James Loder Park, посетил город через несколько месяцев после событий и отметил в своём рапорте, что 65 % зданий в Салихлы разрушены.
Муниципалитет Салихлы установил в октябре 1925 у железнодорожной станции города памятник погибшим здесь турецким кавалеристам 1-й конной дивизии и солдатам 11-го полка.